# Oss svindlare emellan
Oss svindlare emellan är en amerikansk komedifilm/musikal från 1943 i regi av Andrew L. Stone.
Oss svindlare emellan har visats i SVT, bland annat 1993, 1998, 2004, 2018, i maj 2020 och i april 2024.

## Rollista
- Adolphe Menjou – Hector Phyffe
- Martha Scott – Janie Prescott Phyffe
- Pola Negri – Genya Smetana
- Dennis O'Keefe – Sonny
- Billie Burke – Liza Prescott
- June Havoc – Leslie Quayle
- Walter Kingsford – Jummy Simpson
- Bert Roach – maken i taxin
- Chick Chandler – Saunders
- Andrew Tombes – Mike
- Byron Foulger – Watson